# Senaia
Senaia è una minuscola frazione di Castiglion Fiorentino, in provincia di Arezzo. Essa è formata da un gruppo di case che si trova lungo la strada che da Castiglion Fiorentino conduce al Santuario della Madonna del Bagno.

## La località

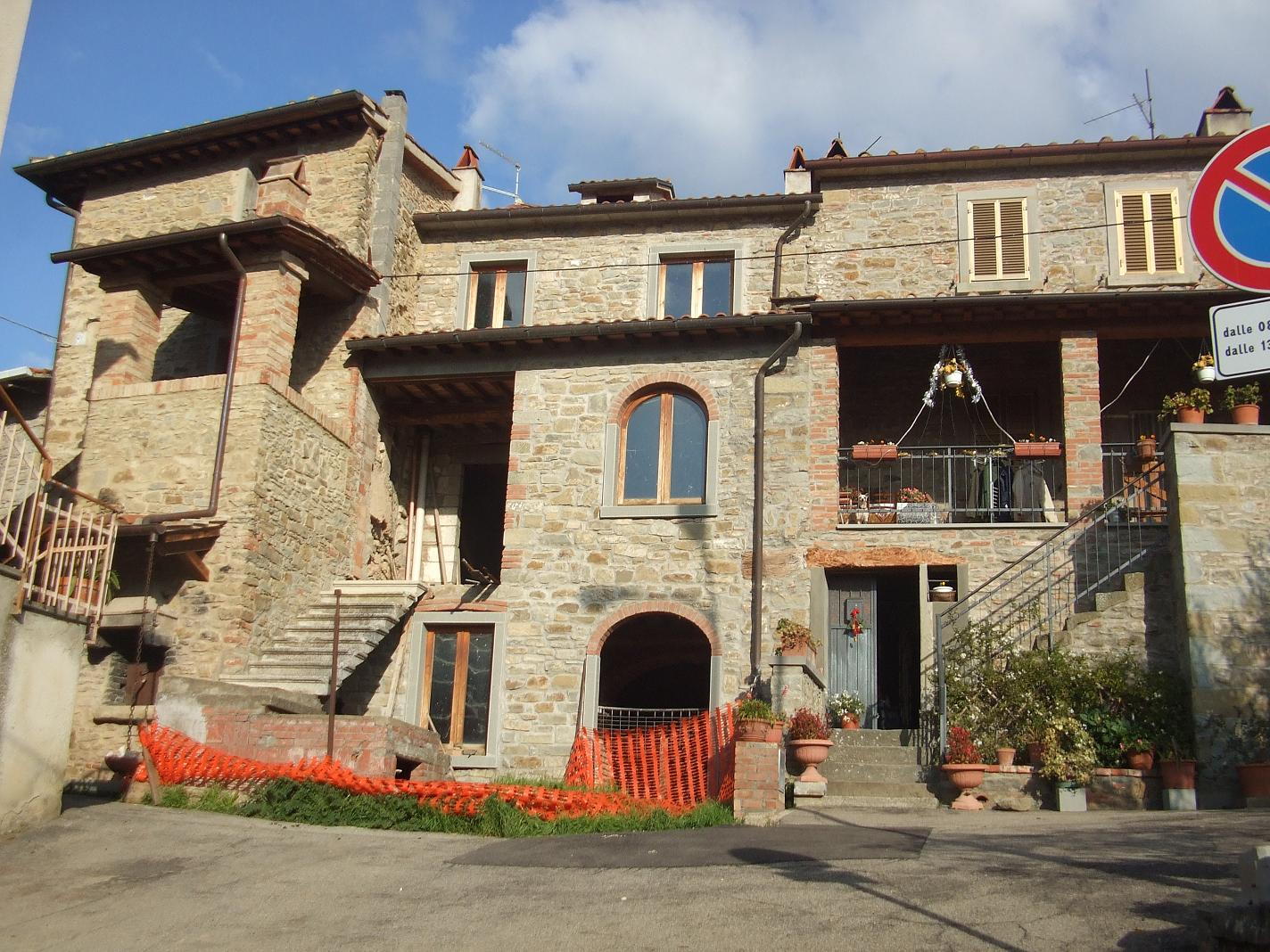
Case di Senaia

Il nome del piccolo paese deriva probabilmente da asinus (asino); effettivamente in passato la campagna circostante era piena di contadini che allevavano asini; da qui venne denominata Asinaia. Taluni sostengono però che il nome possa derivare (come per Siena) dall'ebraico "Sen" che significa punta, altura, oppure da "sepu", cioè irrigare. Effettivamente la zona è ricca d'acqua; inoltre quest'ultima versione giustificherebbe l'altro nome con cui la frazione è chiamata, cioè Sepaia.
Il borgo è costituito da alcune case in pietra toscana a cui se ne sono aggiunte altre di recente costruzione. Non ha una chiesa ed un cimitero propri, ma è situata lungo la via al Santuario del Bagno e nelle vicinanze della badia di Sant'Andrea al Pozzo, della Pieve a Retina e del soppresso convento di San Cristoforo.
La strada che conduce al Santuario della Madonna del Bagno è stata arricchita da quindici edicole, realizzate nel 1988 dall'artista Tommaso Musarra, raffiguranti ognuna un Mistero del Rosario, così da consentire, per chi si vuole recare a piedi da Castiglion Fiorentino alla Madonna del Bagno, di recitare la corona intera sostando ad ogni edicola.

## Il convento di San Cristoforo (Zoccoli)

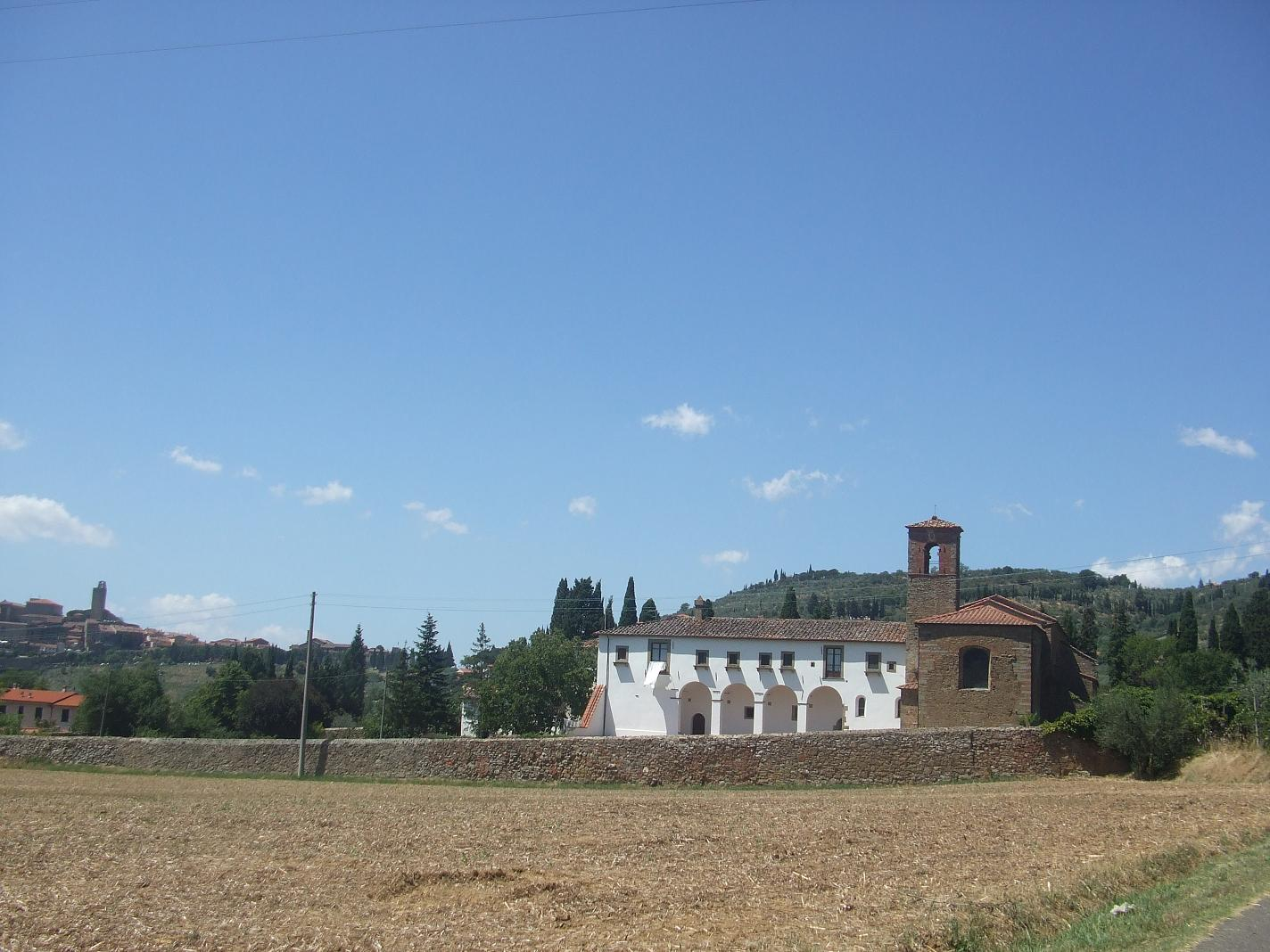
L'ex convento degli Zoccoli

Tra Castiglion Fiorentino e Senaia, sulla destra una strada conduce alla provinciale che attraversa la Val di Chio. Dapprima si incontra l'ex-convento del Giuncheto, ora Villa Sant'Agnese, che si distingue per il doppio loggiato ad archi a tutto sesto, dopo di che ci si imbatte agli Zoccoli, cioè a quello che in passato fu il Convento di San Cristoforo e adesso è una proprietà privata. Nel 1427 un certo Tommaso Beroardi donò ai Frati Osservanti una porzione di terreno boschiva in località Senaia, sulla quale venne costruito un convento. La struttura era modesta e la chiesa poco più che un oratorio. Tracce di questo primo edificio si possono osservare sulla facciata dell'attuale chiesa, in particolare quel che resta di una muratura in pietra arenaria. Il convento venne intitolato a San Cristoforo. A Castiglion Fiorentino tuttora viene indicato come convento degli Zoccoli, perché i frati della prima comunità osservante erano chiamati Zoccolanti in quanto indossavano come calzari degli zoccoli per salvarsi dai numerosi serpenti che popolavano l'Italia centrale.
Nel XVI secolo chiesa e convento vennero in gran parte ricostruiti; nel 1583 in esso vivevano quattordici frati. Nel Seicento la chiesa era però in rovina, ma vennero effettuati lavori di ristrutturazione. Nel 1677 fu qui fondato un seminario, che durò però un solo anno in quanto la struttura era priva di molti requisiti. Il convento venne chiuso nel 1810 sotto il governo francese e, grazie all'impegno del vescovo Albergotti, venne riaperto nel 1820. In questi anni il bosco secolare che circondava il complesso venne tagliato. Nel 1844 venne venduto al collegio Serristori che lo trasformerà in un luogo di villeggiatura estiva; negli anni Trenta del Novecento venne utilizzato dal Fascismo come colonia solare per i bambini del posto.
Attualmente l'interno della chiesa è totalmente nudo; esso è costituito da una navata centrale da cui si affacciano sette altari laterali, quattro cornu Evangelii e tre cornu Epistolae. Dietro all'altare maggiore vi era anticamente il coro, coperto da una volta nella quale era raffigurato San Francesco in un ovale.

## La badia di Sant'Andrea al Pozzo
La chiesa, alle porte di Castiglioni, ha origini molto antiche. Citata già nell'anno 1114, passò all'ordine dei camaldolesi prima del 1147; a quell'epoca era posizionata presso il porto della Chiana, cioè dell'antico fiume Clanis che attraversava l'odierna Valdichiana. 
Nel 1810 la chiesa subì la soppressione napoleonica e fu donata al conte don Simone Vincenzo Velluti Zati, che  permise la celebrazione delle Messe due volte l'anno. Riaperta al culto, per volere di papa Pio VIII, fu collocata in chiesa la Via Crucis nel 1829. Semidistrutto da un uragano nel 1876, l'edificio sacro venne ristrutturato subendo però l'abbassamento del tetto e il dimezzamento delle dimensioni.

## Il santuario del Bagno
Proseguendo la strada di Senaia, si giunge al santuario della Madonna del Bagno, molto venerata dai castiglionesi. Nei pressi del luogo sacro vi è un'area turistica attrezzata sul limitare del bosco che attornia il santuario.

## Immagini varie

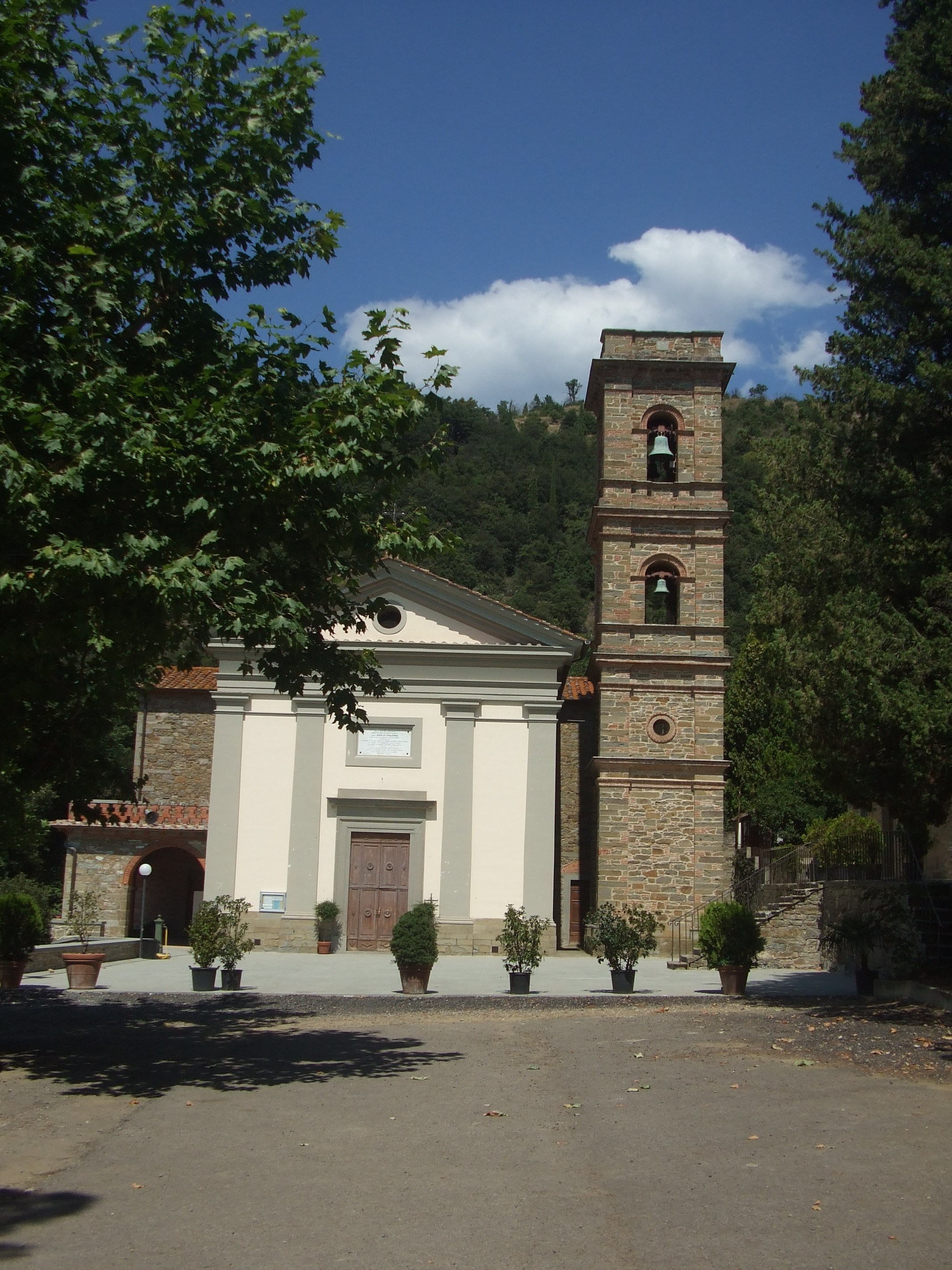
Il santuario del Bagno
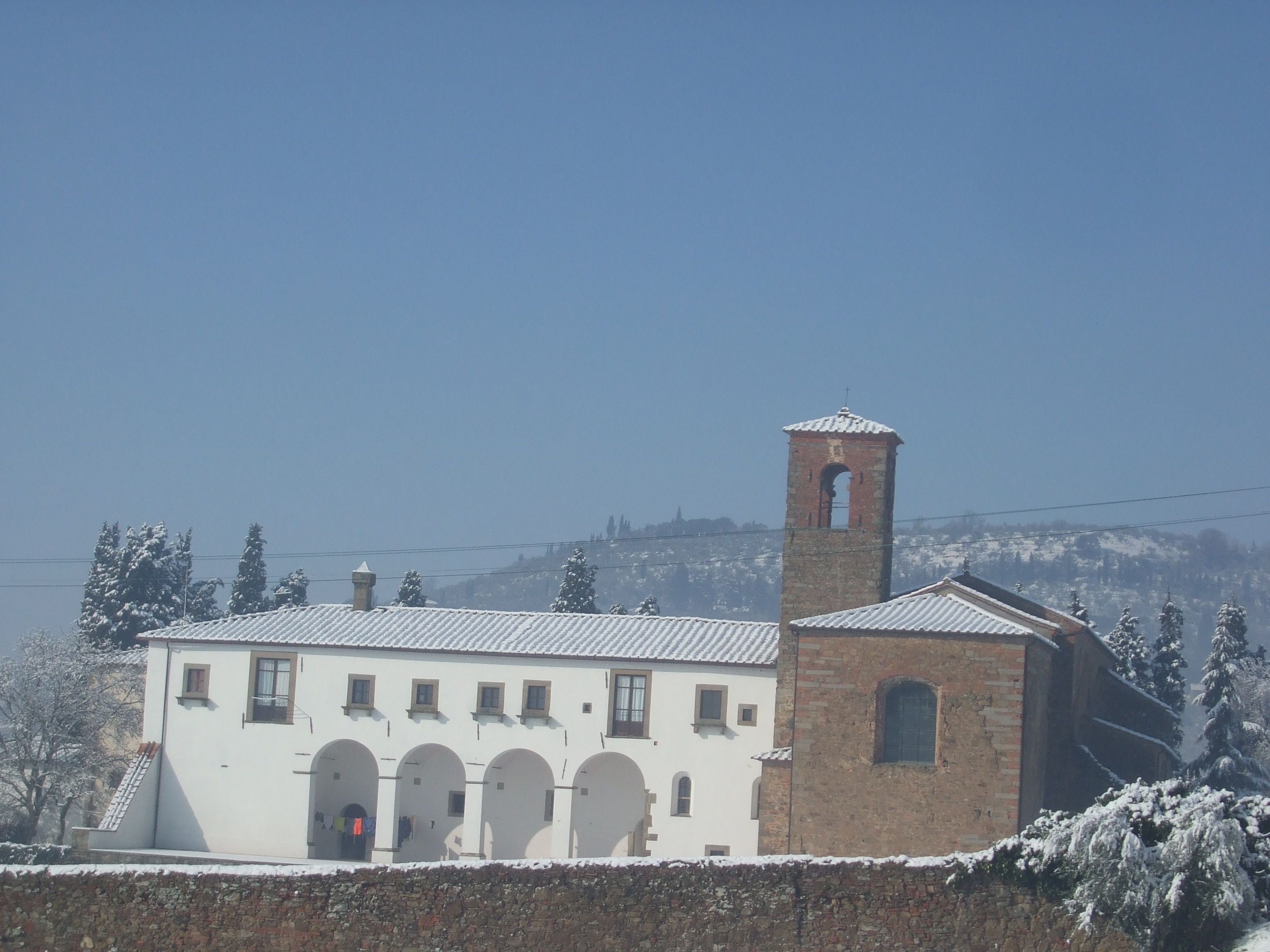
Il complesso degli Zoccoli innevato
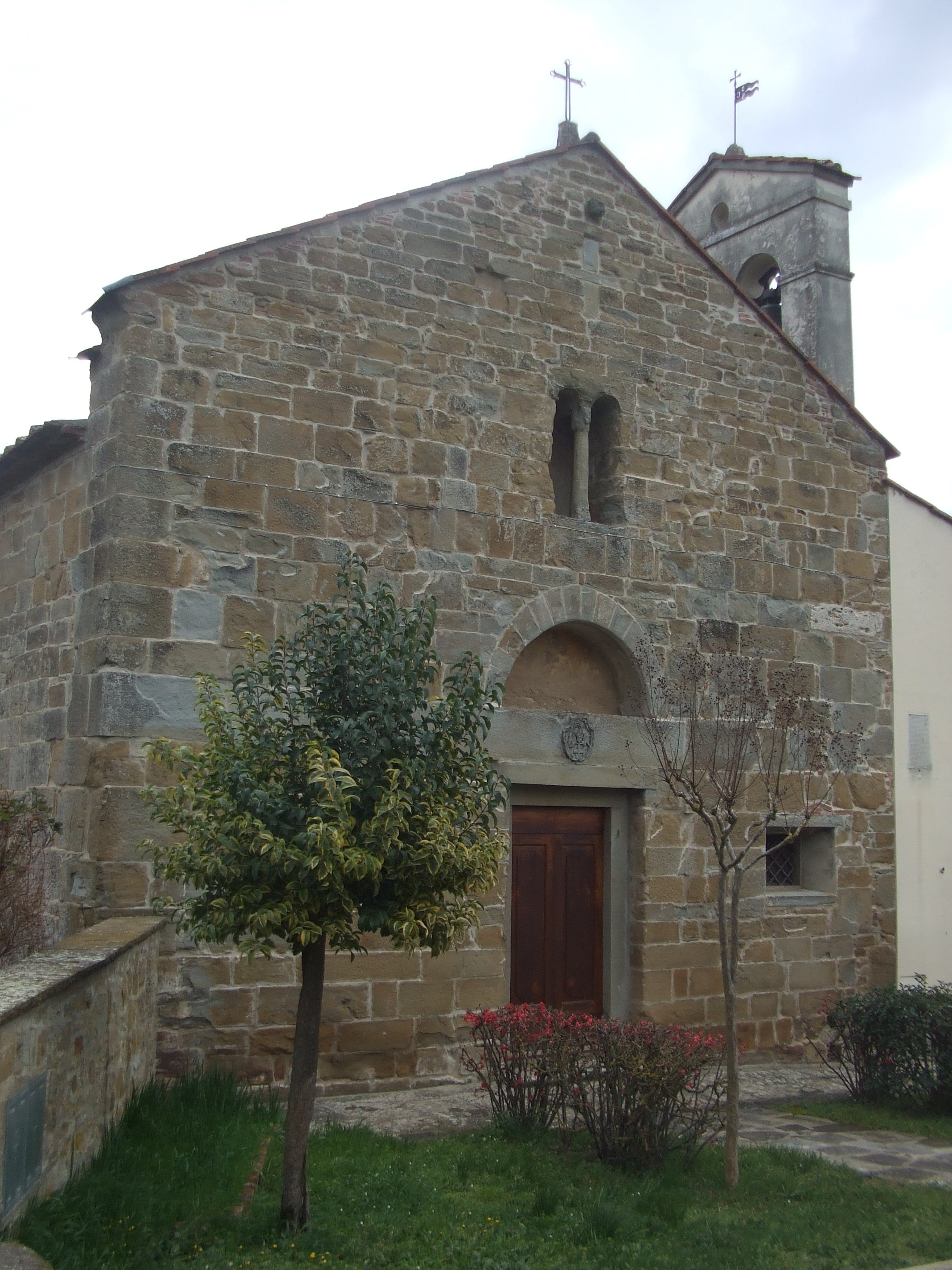
La badia di Sant'Andrea al Pozzo